# Notti di terrore: Giochi a mezzanotte
Notti di terrore: Giochi a mezzanotte (Midnight Games) è un romanzo del genere horror per ragazzi, scritto da Robert Lawrence Stine. Fa parte della serie di romanzi La strada della paura. Lo precede il romanzo Notti di terrore: La vendetta, mentre il suo seguito è Notti di terrore: Alba di tenebra.

## Trama

### Prima parte
Dopo la morte di Candy, di cui fu testimone diretto e in parte responsabile, Nate Garvin è tormentato dagli incubi e dal senso di colpa. Dopo essersi svegliato dall'ennesimo incubo in piena notte, si dirige al Nights, il bar costruito dove un tempo sorgeva la casa dei Fear, per incontrare i suoi amici del Popolo della Notte e distrarsi un po'. Poiché la casa di Candy si trova lungo la strada che percorre di solito per andare al locale, ancora scosso, decide di cambiare percorso e di attraversare il bosco così da evitarla. Sebbene sia noto essere privo di fauna, nel bosco si imbatte in un sinistro corvo con un occhio solo, che lo attacca, ferendolo ripetutamente. Riesce a sfuggirgli e ad arrivare al bar, destando la preoccupazione dei suoi amici a causa del suo aspetto visibilmente malandato e sanguinante, in particolare quella di Ada, con cui Nate ha iniziato una relazione. Dopo essersi sincerati delle buone condizioni di Nate, tra i ragazzi si apre un dibattito proprio sulla morte di Candy. Nessuno di loro, esclusi Nate, Squalo, Nikki, che erano presenti la notte in cui la ragazza morì, e Jamie e Lewis, con cui i tre si erano confidati, sa cosa sia successo veramente. Jamie, volendo rapidamente cambiare discorso, interviene annunciando un nuovo arrivato nel gruppo: si tratta di Dana Fear, sua cugina, trasferitasi da poco a casa di Jamie e che frequenterà l'ultimo anno di liceo a Shadyside con loro. La ragazza si presenta e diventa a tutti gli effetti un membro del Popolo della Notte.

### Seconda parte
Dana Fear si è trasferita a casa di Jamie, poiché suo padre, dopo la morte della moglie e madre della ragazza, non riesce più a prendersi cura di lei. Dana non è molto entusiasta, poiché il suo rapporto con Jamie non è mai stato buono, con la cugina spesso e volentieri indisponente nei suoi confronti: è quindi stupita quando, al suo arrivo, riceve una calorosa accoglienza dalla cugina, che ha pure organizzato una festa di benvenuto per lei. Durante questa festa incontra, tra gli altri, i membri del Popolo della Notte, che aveva già conosciuto durante la sua prima uscita al Nights. Dana fatica a relazionarsi con gli invitati, sia perché è ancora spaesata dal trasferimento forzato, sia per via del suo carattere forte e spigoloso, dovuto a un'infanzia difficile. Un ragazzo che subito la colpisce è Nate, che sembra subito mostrare un particolare interesse per lei, anche per via della sua somiglianza con Jamie, per cui il ragazzo aveva in passato una cotta. Ada è molto gelosa e possessiva nei suoi confronti, e vederli chiacchierare mostrando fin da subito molta confidenza e complicità, la mette in allarme. Sebbene Dana dichiari di non essere interessata al ragazzo, il rapporto con Ada si complica fin da subito: durante la festa, Ada cade dalle scale mentre sta scendendo in cantina per recuperare delle bibite e accusa Dana, che si trovava lì vicino, di averla spinta, sebbene non sia vero. Il loro rapporto peggiora nei giorni successivi: a scuola Dana ha lezione di canto e dopo aver messo alla prova le sue doti canore, l'insegnante le assicura un posto, tra i due disponibili per la rappresentativa del liceo di Shadyside, per la partecipazione al premio Collingsworth, una gara di canto che permette di ottenere una borsa di studio, proprio a scapito di Ada, che pensava di avere il posto assicurato; in seguito, al Nights, una discussione tra Dana e Nate sfocia in un bisticcio e il ragazzo, per scusarsi, le dà un bacio sulla guancia, mentre Ada assiste fuori dal locale all'intera scena. Il loro scontro raggiunge il culmine a una festa sul lago, che è già ghiacciato sebbene sia ancora autunno, organizzata dai ragazzi del Popolo della Notte: Nate invita Dana a pattinare con lui, e, rimasti soli, chiaramente attratti l'uno dall'altra, si baciano. Ada li vede e va loro incontro furibonda. Nate, stanco della sua gelosia, si allontana, anziché affrontarla. Dana, rimasta sola, si scontra con Ada, che cerca di strangolarla. Dana, in preda al panico, sviene e al suo risveglio vede davanti a sé Ada, riversa a terra e con un pattino conficcato nel cranio.

### Terza parte
La polizia prende Dana in custodia e la interroga come sospettata dell'omicidio di Ada. Il signor Richards, padre di Jamie e avvocato, assiste la nipote. Le viene permesso di tornare a casa dai Richards in quanto non ci sono elementi sufficienti per trattenerla, ma non sono molti a credere alla sua innocenza. Al Nights, Whitney, la migliore amica di Ada, è sicura della sua colpevolezza: la accusa di non essere nuova a commettere certe azioni, poiché anche il suo ex ragazzo, Dustin, era morto e già allora c'era il sospetto che fosse stata proprio Dana a ucciderlo. Frastornata del fatto che Whitney conosca quella storia, Dana respinge le accuse, spiegando che il ragazzo era morto in seguito a un incidente in piscina. Il diverbio sfocia in una zuffa tra le due ragazze, prontamente separate da Nate e Jamie. La mattina seguente Nate va a trovare Dana, per rincuorarla in un momento in cui la ragazza si ritrova isolata da tutti: per l'occasione la ragazza decide di indossare una collana che aveva fatto lei stessa a mano. Nate, quando la vede è sconvolto perché la collana sembra proprio il pendente di Angelica Fear ed infatti si tratta di una sua riproduzione. Nate racconta degli eventi precedenti all'arrivo di Dana, ossia gli strani incidenti capitati al ragazzo e la morte di Candy, tutte vicende drammaticamente legate al pendente. Dopo aver sentito il racconto e vista la sua reazione, Dana decide di non indossarlo più. Arriva il giorno delle selezioni canore per il premio Collingsworth e durante l'esibizione, Whitney è in preda a forti starnuti: dal suo naso cominciano a uscire delle piume e fiotti di sangue, che rischiano di soffocarla e dissanguarla. Whitney, in preda alla rabbia, accusa Dana, considerando la sua ascendenza familiare: è una Fear, e come tale potrebbe essere una strega che sta usando i propri poteri per fare del male (in realtà Dana non ha alcun potere magico, nonostante sia imparentata coi due stregoni). Pochi giorni dopo, Dana si trova nella palestra della scuola con i compagni, tra cui anche Whitney, per giocare a basket. Dana non si sente bene e si distende sulle gradinate. A poco a poco, gli altri studenti se ne vanno dalla palestra, fino a che non rimangono solo lei e Whitney. Mentre osserva Whitney palleggiare e tirare a canestro, sviene. Al suo risveglio, il corpo di Whitney giace a terra, mentre la sua testa, staccata dal corpo, è infilata nel canestro.

### Quarta parte
Dopo la morte di Whitney, Dana non sa più come difendersi. Anche se non ci sono prove, i ragazzi del Popolo della Notte sono convinti della sua colpevolezza, compreso Nate, con grande delusione della ragazza. L'unica persona a sostenerla è la cugina Jamie. Avendo bisogno di sfogarsi, si avvicina alla sua camera per parlarle ed è sorpresa nel vederla china su un libro mentre pronuncia delle frasi incomprensibili. Osservandola meglio, Dana nota che il suo volto è diverso: è grinzoso e rugoso, da donna anziana, non è il volto di Jamie. Sconvolta, Dana ritorna nella sua camera e, fingendo di dormire, si accorge che Jamie sta spargendo della polvere nera sui suoi abiti. Terrorizzata da ciò che ha visto, chiama il padre, che però non la prende sul serio. Al contrario, il padre avverte la signora Richards, la madre di Jamie, che la figlia non sembra sentirsi tanto bene e sarebbe meglio portarla da un dottore. Dana, costretta dunque a rimanere a casa da scuola, approfitta dell'assenza di Jamie per entrare nella sua camera, scoprendo che cosa stava recitando la notte precedente: si trattava di una formula per annebbiare la mente. Ricordandosi degli strani episodi di stordimento avuti nei giorni precedenti, Dana giunge a una conclusione: Jamie aveva ucciso le sue amiche e la stava incastrando per gli omicidi, utilizzando quella misteriosa polvere per causarle degli stordimenti, così da non potersi difendere dalle accuse, ed essendo una Fear, non era complicato convincersi che fosse lei la colpevole. Desiderosa di scoprire la verità, decide di affrontare Jamie: entra così di nascosto nel suo laboratorio, un garage riarredato dal signor Richards, dopo l'incidente nel cantiere, per lavorare la terracotta, un passatempo che aveva aiutato Jamie a superare il trauma. Jamie è voltata di spalle e non si accorge della sua presenza. Su un davanzale, Dana vede le teste di Ada, Whitney e di un'altra ragazza, che suppone essere Candy, è rendendosi conto che sono vere e non di terracotta, caccia un grido. Jamie, voltandosi, si rivela non essere in sé ma di essere posseduta dalla malvagia strega Angelica Fear. La strega spiega a Dana che si era impossessata del corpo di Jamie l'anno prima, quando la giovane ebbe l'incidente al cantiere, utilizzando il potere del suo magico amuleto, un pendente con pietre blu incastonate. Col nuovo corpo, era pronta a vendicarsi dei ragazzi del Popolo della Notte, tra i quali le stesse Candy, Ada e Whitney, che avevano trafugato i suoi preziosi cimeli dalla sua casa. Anche Dana, ora che sa la verità, è un nemico e Angelica deve ucciderla: le due Fear si scontrano, e Dana, dopo una iniziale difficoltà, riesce a togliere ad Angelica il pendente e a scagliarla nella fornace, sconfiggendola e liberando Jamie. Dana cerca di distruggere il pendente, ma il Corvo con un Occhio Solo, lo stesso che aggredì Nate all'inizio del racconto, riesce a strapparglielo dalle mani e a portarlo via. Angelica è stata sconfitta, ma una nuova minaccia è all'orizzonte: infatti, le tre teste, per un istante, si animano e gridano alle due cugine che "il male è ancora vivo".

## Personaggi

### Popolo della Notte
- Dana Fear: cugina di Jamie e protagonista del romanzo. Viene descritta come fisicamente molto simile a Jamie (attirando per questo l'attenzione di Nate), ma con un carattere molto più estroverso, esuberante, forte e spigoloso, temprato anche dalla sua difficile situazione familiare. Ha un gran talento per il canto. Deve trasferirsi a casa di Jamie per motivi economici, dal momento che suo padre è troppo povero per mantenerla, soprattutto dopo la morte della moglie, dovendo così concludere l'ultimo anno di liceo a Shadyside. Ricambia fin da subito l'interesse di Nate e per questa ragione si scontrerà con Ada, la ragazza di Nate, e la sua amica Whitney. Quando le due ragazze vengono uccise in circostanze non chiare, Dana è accusata e sospettata come colpevole. Il suo cognome indica una chiara parentela con gli stregoni Angelica e Simon, ma nonostante ciò, Dana non ha alcun potere magico.
- Nate Garvin: descritto come un ragazzo tranquillo e calmo, un tipico "bravo ragazzo", sebbene non sia insolito che combini qualche guaio con l'amico Squalo. Ha una relazione con Ada, che però va in crisi quando conosce Dana, la cui somiglianza con Jamie non gli passa inosservata. Le sue attenzioni verso Dana scatenano l'odio di Ada contro di lei e portano alla fine della sua relazione con Ada. Inizia quindi una relazione con Dana. È l'unico, insieme a Jamie, a difendere Dana dalle accuse per l'omicidio di Ada, ma dopo la morte di Whitney, il suo appoggio verso la ragazza viene a mancare, provocando così la fine della loro relazione.
- Bart "Squalo" Sharkman: il migliore amico di Nate, è un ragazzo irrequieto e spesso impulsivo. Viene chiamato da tutti "Squalo", per via del cognome ("Shark" vuol dire appunto "Squalo") e per il suo carattere. Ragazzo allegro, non perde mai occasione per scherzare o fare battute. Ha una relazione con Nikki.
- Jamie Richards: la ragazza di Lewis. Socievole e disponibile, è descritta come una delle ragazze più carine della scuola. Con Lewis ha fondato il Popolo della Notte. Sebbene il suo rapporto con Dana non fosse dei migliori, all'arrivo della cugina, Jamie si dimostra gentile e premurosa nei suoi confronti, introducendola fin da subito nel suo gruppo di amici del Popolo della Notte. Si scopre alla fine che è stata lei, posseduta da Angelica Fear grazie ai poteri del pendente, a commettere gli omicidi di Ada e di Whitney e a incastrare Dana per essi. Dana riesce a liberarla dal controllo di Angelica sconfiggendo la strega.
- Lewis Baransky: il ragazzo di Jamie. E' introverso, pacato, taciturno, poco avvezzo a comportamenti sopra le righe. Con Jamie ha fondato il Popolo della Notte.
- Ada: amica di Jamie e di Nikki, è una ragazza piuttosto irrequieta e con un carattere forte, associato scherzosamente al fatto di avere i capelli rossi. È la ragazza di Nate, per cui ha da sempre avuto una cotta e del quale è estremamente gelosa. Entra subito in conflitto con Dana quando Nate inizia a interessarsi a lei. Viene uccisa alla festa sul lago.
- Whitney: è la ragazza di Aaron. È una grande amica di Ada e frequentano lo stesso corso di canto. Eccelle nello sport, in particolare il basket. Inizialmente neutra, spalleggia Ada scontrandosi con Dana e con ancor più veemenza in seguito alla morte dell'amica. Viene uccisa nella palestra della scuola.
- Nikki Howitz: la ragazza di Squalo e amica di Ada. Al contrario degli altri ragazzi, non frequenta il liceo di Shadyside, ma nella località vicina di Waynesbridge.
- Galen: amico di Nate e Squalo e migliore amico di Aaron.
- Aaron: amico di Galen e ragazzo di Whithey.

### Altri
- Angelica Fear: è una strega malvagia vissuta oltre un secolo prima, che grazie ai poteri dell'amuleto, un pendente argenteo con pietre blu incastonate, è riuscita a raggiungere uno stato di quasi immortalità. Con il potere dell'amuleto, riesce a impossessarsi del corpo di Jamie nell'incidente avvenuto al cantiere aperto dove sorgeva la casa dei Fear. Il suo scopo è vendicarsi del Popolo della Notte, reo di aver sottratto dei preziosi cimeli dalla casa dei Fear, prima che questa venisse abbattuta, durante una delle loro uscite notturne. Alla fine del romanzo si rivela a Dana come colpevole delle morti di Candy (morta nel romanzo precedente), di Ada e di Whitney. Tenta di incastrare Dana per gli omicidi di Ada e di Whitney e cerca poi di ucciderla, sebbene sia una sua discendente senza poteri. Dana però riesce a sconfiggerla, sottraendole l'amuleto e scagliandola nella fornace.
- Signorina Watson: la giovane insegnante di canto del liceo di Shadyside.
- Signor Richards: padre di Jamie, è un ricco avvocato difensore. Si occupa della difesa e del rilascio di Dana dopo essere stata interrogata come sospettata dell'omicidio di Ada.
- Signora Richards: madre di Jamie.
- Danny Richards: pestifero fratellino di Jamie, si diverte a fare un sacco di scherzi. Adora le carote.
- Ryland O'Connor: barista del Nights. Viene descritto come un uomo alto e massiccio, con una cicatrice sul volto la cui origine è sconosciuta. Gli piace molto lavorare nel locale e, sebbene finga di esserne infastidito, è felice che i ragazzi del Popolo della Notte frequentino il suo locale nelle ore notturne, in quanto sono per lui una scusa per tenere aperto il bar e ricevere qualche incasso extra.
- Corvo con un Occhio Solo: un particolare corvo, senza un occhio, che vive nel bosco di Fear Street, del quale sembra essere l'unico abitante. Sembra essere collegato con Angelica Fear, in quanto sottrae spontaneamente il pendente a Dana prima che la ragazza possa distruggerlo nella fornace, al termine dello scontro con la strega.

## Edizioni
- R. L. Stine, Notti di terrore: Giochi a mezzanotte, traduzione di Sara Marcolini, collana Dark Magic, Arnoldo Mondadori Editore, 2006,  p. 164, ISBN 88-04-56091-6.